# إليزابيث وونغ
إليزابيث وونغ (بالإنجليزية: Elizabeth Wong)‏ هي درامية ‏ ومؤلفة أمريكية، ولدت في 6 يونيو 1958 في لوس أنجلوس في الولايات المتحدة.

## وصلات خارجية
- الموقع الرسمي
- إليزابيث وونغ على موقع IMDb (الإنجليزية)